# Richard Yates
Richard Yates, född 3 februari 1926 i Yonkers, New York, död 7 november 1992 i Birmingham, Alabama, var en amerikansk författare och publicist.
Richard Yates skrev i en mycket speciell konventionell berättarstil och hans personer är enkla och ofta bräckliga naturer. I debutromanen Revolutionary Road (vilken även är hans mest kända bok), dramatiserar han skickligt ett äktenskaps förfall och upplösning. Boken har också filmats med samma namn av Sam Mendes. Senare romaner var bland annat Young Hearts Crying och Cold Spring Harbor, båda från 1986.